# 금호여자중학교 (서울)
금호여자중학교(金湖女子中學校)는 대한민국 서울특별시 중구 신당동에 있는 공립 중학교이다.

## 학교 연혁
- 1968년 8월 6일 : 금호여자중학교 10학급 인가
- 1968년 10월 1일 : 초대 정헌갑 교장 부임
- 1969년 3월 3일 : 개교 및 신입생 12학급 입학식
- 2020년 9월 1일 : 제18대 여미성 교장 부임
- 2021년 3월 2일 : 2021학년도 신입생 86명 입학
- 2023년 2월 3일 : 제52회 120명 졸업(누계 25,037명 졸업)
- 2024년 3월 1일 : 그린스마트 미래학교 BTL 개축으로 인한 휴교
- 2026년 3월 1일 : 남녀공학으로 재개교 예정

## 참고 자료
- 금호여자중학교 - 한국교육학술정보원 학교알리미